# Karang Sari (Gunung Maligas)
Karang Sari is een bestuurslaag in het regentschap Simalungun van de provincie Noord-Sumatra, Indonesië. Karang Sari telt 6036 inwoners (volkstelling 2010).